# Дюссельдорф-Кайзерсверт
Кайзерсверт (нем. Kaiserswerth) — административный район в V округе города Дюссельдорф (Германия, федеральная земля Северный Рейн-Вестфалия).

## Географическое положение
Бывший имперский город Кайзерсверт расположен на севере Дюссельдорфа, на берегу Рейна на полпути из Дюссельдорфа в Дуйсбург. Низкое равнинное расположение поймы Рейна позволяет просматривать его с речной террасы Кайзерсверта на расстояние до 13 км. От центра Дюссельдорфа до Кайзерсверта 10 км пути. Площадь Кайзерсверта составляет 4.71 км², население — 7 680 человек (по состоянию на 31 декабря 2013 года). На севере Кайзерсверт граничит с районами Виттлаер, на востоке — с районом Калькум и на юге — с районом Лохаузен. Естественной западной границей Кайзерсверта является река Рейн. Кайзерсверт считается престижным жилым районом Дюссельдорфа.

## Природа
- Природоохранные территории Кайзерсверта
- Кайзерсвертские экскаваторные озёра

## История

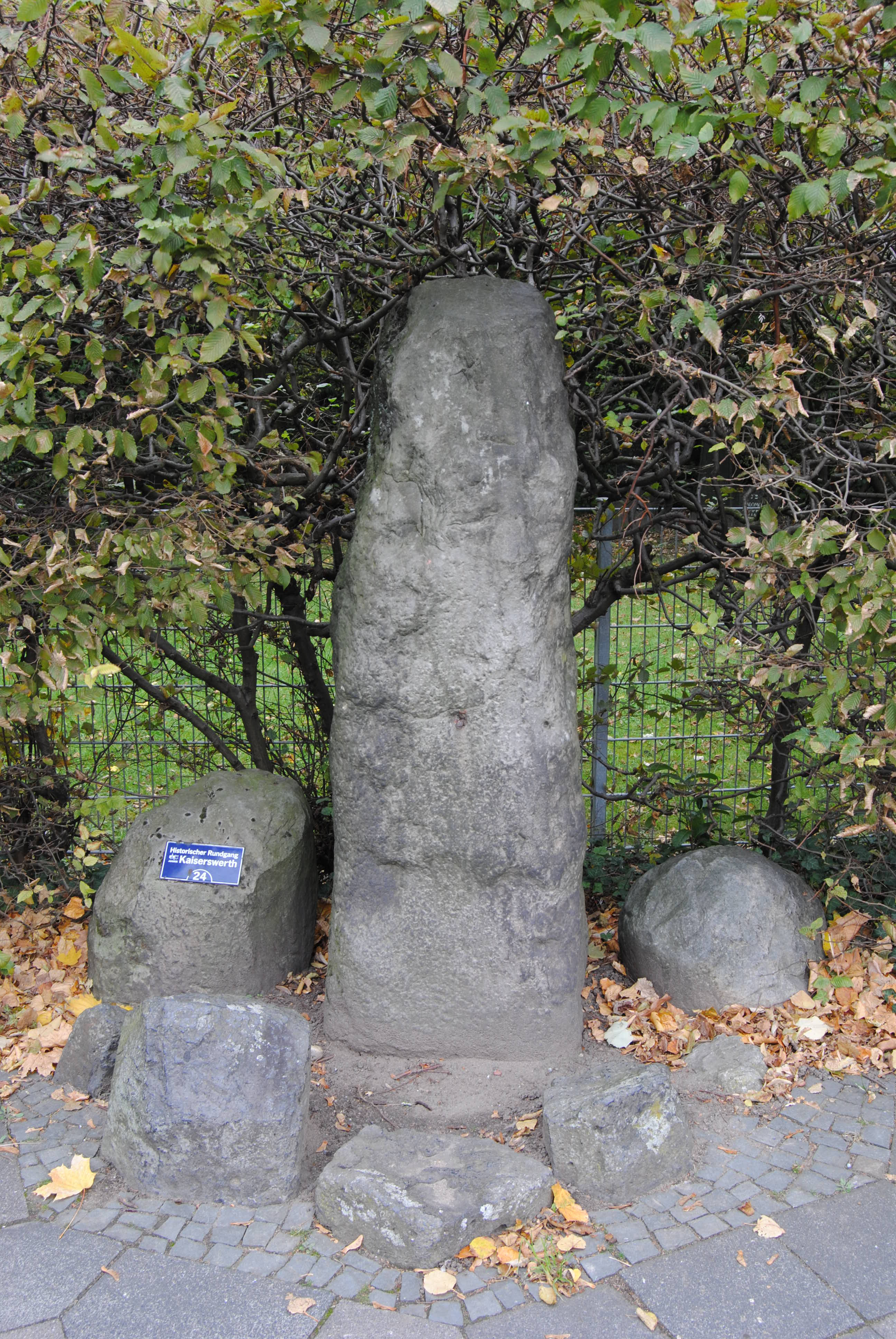
Кайзерсвертский менгир

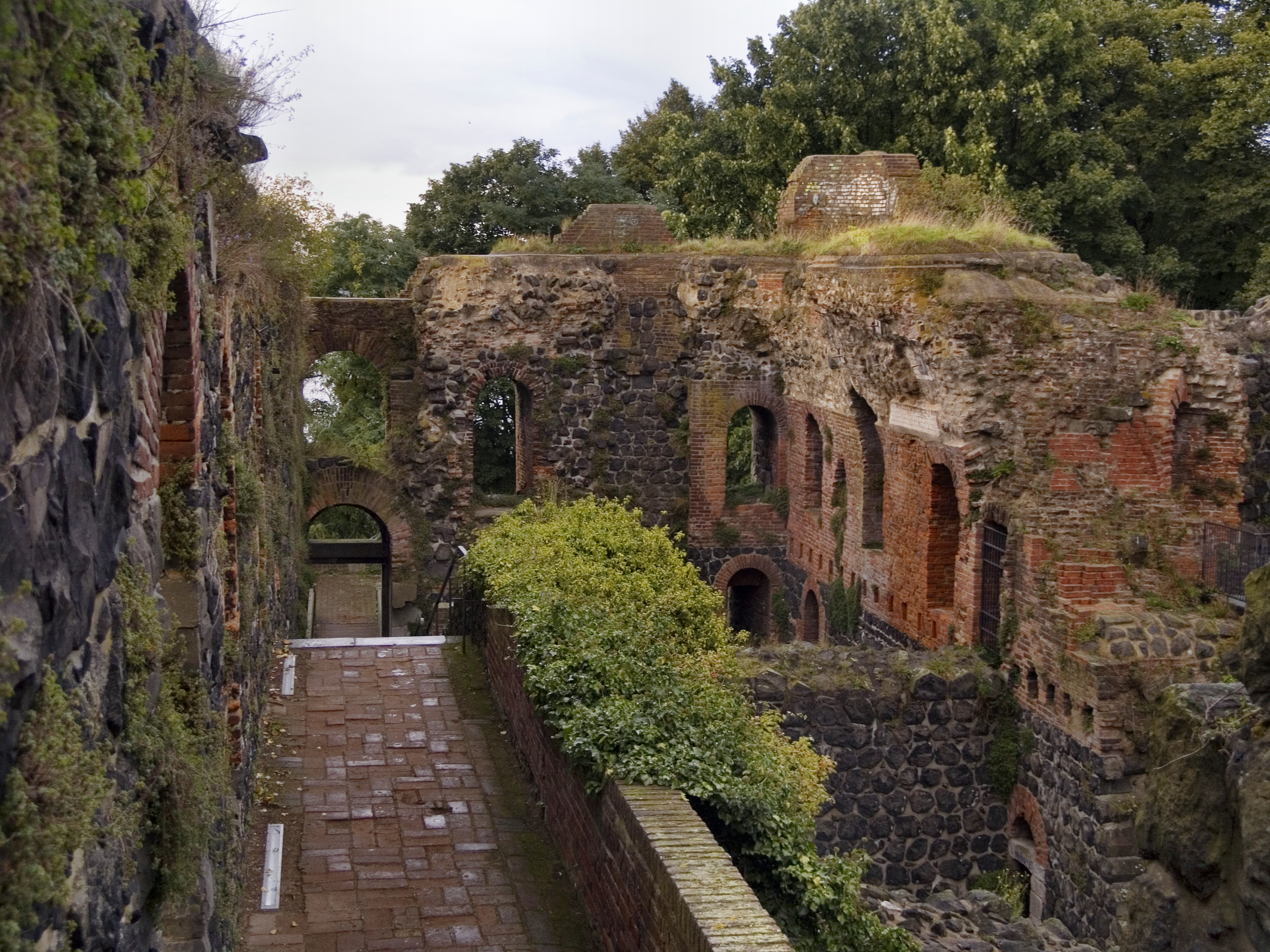
Руины Императорского дворца

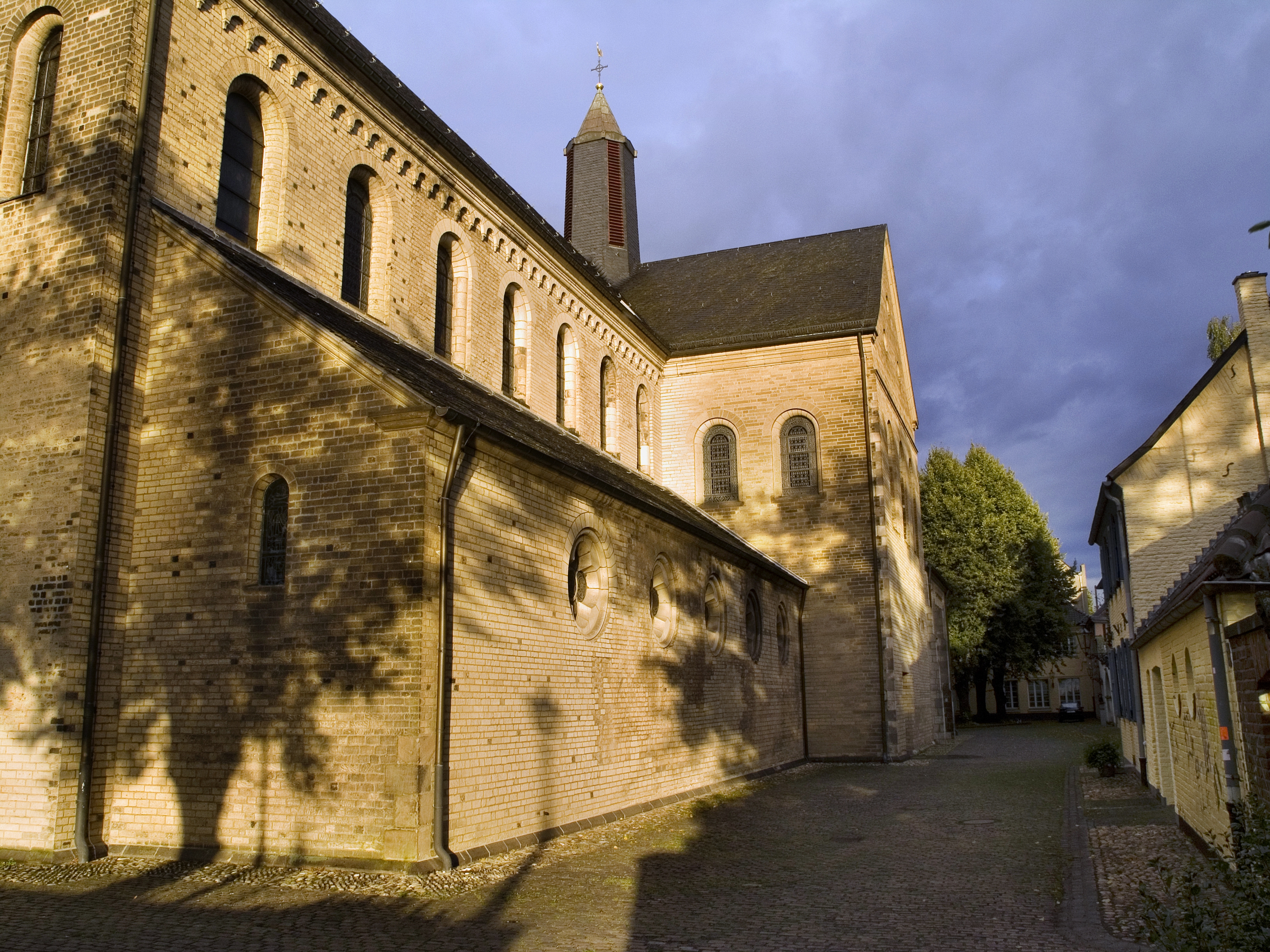
Церковь Святого Свитберта

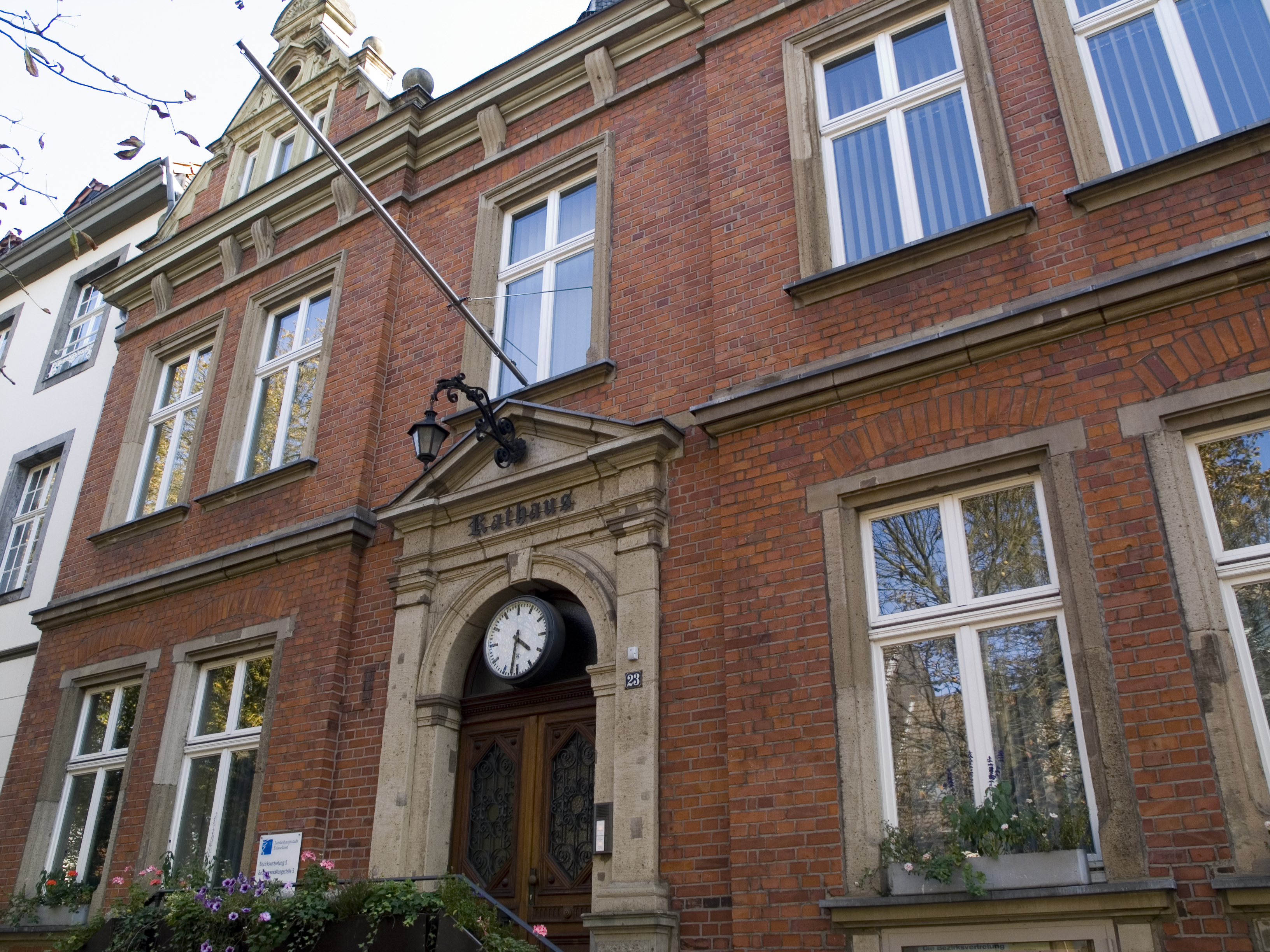
Ратуша Кайзерсверта

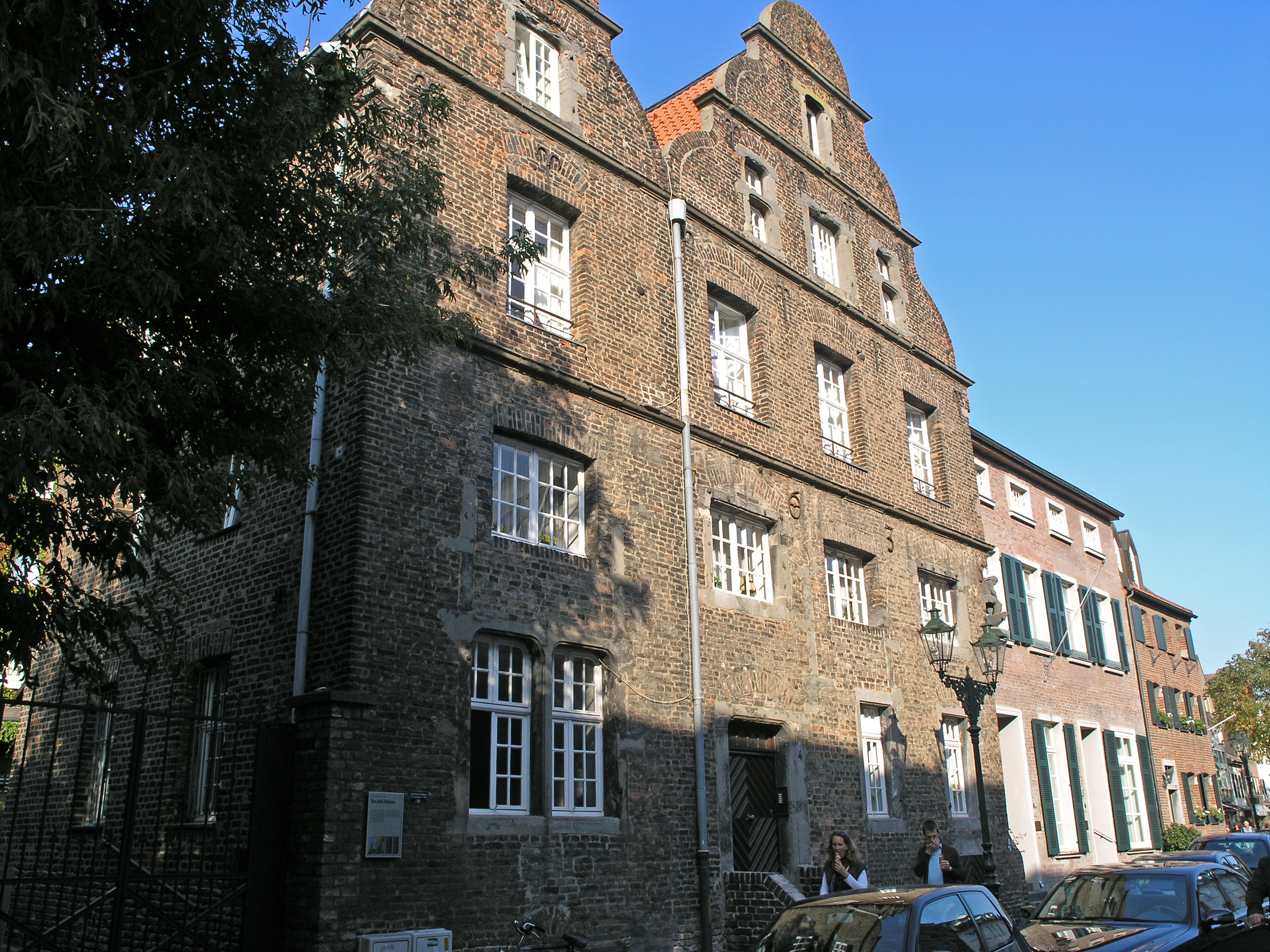
Здание старой таможни

### Предыстория
Документально установлено, что Кайзерсверт является старейшим по времени заселения районом Дюссельдорфа. Историческим и археологическим памятником поселения является так называемый Кайзерсвертский менгир (Menhir von Kaiserswerth), который датируется с 2000 по 1500 годы до нашей эры.

### Средние века
Летописно подтверждённая история Кайзерсверта восходит приблизительно к 700 году, когда Святой Свитберт основал монастырь с уставом святого Бенедикта. Земельное владение для монастыря даровал франкский майордом Пипин II. Это был небольшой остров, отделённый старым заболоченным рукавом от основного течения Рейна (само имя — Кайзерсверт — обозначает «императорский остров» (Kaiser (нем.) — император, Werth (средневерхненемецкий (mhd) — остров)), на котором уже существовал франкский мотт, защищенный рвом и палисадом. Место для монастыря было выбрано удачно — в этом месте пересекались путь Hellweg (главная средневековая дорога региона, соединяющая место впадения Рура в Рейн в Дуйсбурге и Тевтобургский Лес в окрестностях Падерборна), а также старая римская дорога, соединяющая Ксантен и Нойс.
В документе 1016 года говорится о том, что император Священной Римской империи Генрих II Святой в знак примирения с пфальцграфом Эццо Лотарингским жалует ему Кайзерсверт и замок. Так как сын Эццо Оттон II умирает в 1047 году, не оставив наследников, Кайзерсверт снова возвращается в собственность короны. При императоре Генрихе III Черном замок существенно расширяется, но на сегодняшний день от построек того времени не сохранилось ничего.
В 1078 году возле Кайзерсвертского менгира сооружается церковь Святого Св. Георгия, которая была разрушена в 1689 году во время войны за Пфальцское наследство.
В 1174 году император Фридрих I Барбаросса переносит таможню из голландского города Тиль в Кайзерсверт. В связи с этим он дает распоряжение о строительстве в Кайзерсверте мощной крепости. Строительство было завершено в 1193 году уже при сыне Барбароссы Генрихе VI. Руины, которые можно видеть сегодня, относятся к сооружениям этого времени.
В ходе начавшегося в 1212 году спора за правопреемственность в Германской империи. После того как Оттон IV заявил претензию на верховные права над Италией, папа Иннокентий III 18 ноября 1210 года отлучил его от церкви, а в 1212 году признал Фридриха II Гогенштауфена законным германским королём; вся южная Германия после этого отпала от Оттона. В 1213 году Оттон IV захватил в плен мюнстерского епископа Оттона I Ольденбургского и насильственно удерживал его в крепости Кайзерсверта. Граф Адольф III фон Берг предпринял пять безуспешных попыток для штурма крепости и освобождения пленника. В 1215 году граф Адольф III предпринял шестую попутку, для чего был прокопан искусственный рукав Рейна, вследствие чего береговая линия реки отступила от стен крепости и появилась возможность штурма с наименее укрепленной стороны. После четырехмесячной осады 24 июля 1215 года гарнизон крепости сдался. Оттон IV удалился в свои наследственные земли и оттуда сражался ещё с датским королём Вальдемаром II и архиепископом Магдебургским. Кайзерсверт перешел во владение Фридриха II.
С конца XIII века Кайзерсверт попеременно находится то в голландском владении, то принадлежит архиепископу Кёльнскому, то герцогству Клевскому, тогерцогству Юлих-Берг. В 1424 году архиепископ Кёльнский приобретает его за 100 000 гульденов, после чего в течение 350 лет Кайзерсверт принадлежал Кёльнскому архиепископству.

### Новое время
В 1654 году в Кайзерсверте основывается монастырь капуцинов.
Во время войны за Пфальцское наследство между французским королевством и Аугсбургской лигой тогдашний владелец дворца курфюрст Кёльна Иосиф Клеменс Баварский выступает на стороне Людовика XIV. Вследствие этого в апреле 1689 года начинается осада крепости армиями Нидерландов и Бранденбурга. 25 июня комендант крепости француз Марконир был вынужден капитулировать, так как в результате пожара погибли продовольственные склады. Сильно пострадавший от артиллерийского обстрела и пожара дворец был восстановлен после того, как в 1692 году Кайзерсверт вернулся во владение архиепископа Кёльнского.
В 1702 году начинается война за испанское наследство. Курфюрст Иосиф Клеменс вновь становится на сторону Франции. Поэтому весной того же года дело дошло до осады крепости войсками Бранденбурга, Нидерландов и Англии, значение императора. Крепость продержалась до 15 июня. 12 000 пушечных ядер оставили отчетливые следы осады: почти все дома в городе были разрушены, дворец сильно поврежден. По распоряжению Иоганна Вильгельма II 9 августа была взорвана сильно разрушенная, а потому представлявшая опасность, главная башня крепости. Оборонительная стена со стороны Рейна также была разрушена. При низком уровне воды в Рейне и сегодня можно увидеть некогда бывшие крепостной стеной крупные каменные глыбы. В результате Раштаттского мирного договора в 1714 году разрушенный дворец вновь был возвращен курфюрсту Кёльнскому, под властью которого и пребудет до 1838 года, когда дворец и прилегающие территории перейдут в муниципальную собственность города Кайзерсверт. Разрушенный дворец никогда более не восстанавливается, а камни из дворцовых руин используются при восстановлении города. В 1717 году была восстановлена монастырская церковь Святого Свитберта.
По решению Имперского камерального суда в 1762—1772 годах Кайзерсверт пребывает во владении Курпфальца. В это время разрешение селиться здесь получают христиане-евангелисты, вследствие чего в Кайзерсверт переселяется много рабочих из текстильных мануфактур Крефельда, что приводит к экономическому подъёму в городе. В 1777 году в Кайзерсверте основывается лютеранская община, а в 1790 году открывается лютеранская школа.
В 1794—1799 годах строится дамба, защищающая город от частых наводнений.
В XIX веке Теодор Флиднер (de:Theodor Fliedner ) основывает в Кайзерсверте Институт диаконисс (de:Kaiserswerther Diakonie), в которой в 1849 году обучалась Флоренс Найтингейл. Сегодня клиника Флоренс Найтингел в Кайзерсверте — это крупнейшая клиника Дюссельдорфа.
В 1899—1908 годах впервые реставрировались руины императорского дворца. Впоследствии ремонты императорского дворца проводились в 1967—1974 и 1998—2001 годах.
В годы первой мировой войны в Кайзерсверте функционирует один из крупнейших военных госпиталей.
1 августа 1929 года Кайзерсверт включается в состав города Дюссельдорф.
В годы второй мировой войны в Кайзерсверте размещается центр противовоздушной обороны Рейнской области и Мюнстерланда.

## Евреи в Кайзерсверте
Об истории появления и жизни евреев в Кайзерсверте сохранилось недостаточно исторических сведений. Тем не менее известно, что в Кайзерсверте проживало около 1900 евреев, задействованных в важных экономических функциях, различных профессиях, являвшихся собственниками зданий. В справочнике кёльнской архиепархии 1905 года сообщается о 22 иудеях, проживавших в Кайзерсвертском приходском районе.
Перед Первой мировой войной им сдавалось в аренду для совершения богослужений помещение в Старой таможне (Altes Zollhaus). Со временем верующие иудеи стали молиться в пристройке к Старой ратуше. Она была разрушена во Вторую мировую войну. Ныне на этом месте находится торговое заведение.
О более ранней еврейской жизни свидетельствует маленькое, ухоженное и незаметное для глаза кладбище (Jüdischer Friedhof Kaiserswerth) (впервые упоминает в 1760 году). Надгробные камни показывают, что уже до 1933 года многие из местных евреев покинули Кайзерсверт. Причины остаются неизвестными. В справочнике кёльнской архиепархии 1933 года сообщается уже только о 10 иудеях, проживавших в Кайзерсвертском приходском районе.
Об уничтожении кайзерсвертских евреев в фашистских концлагерях ныне свидетельствуют недавно установленные на тротуарах торговой площади и по Старой Земельной улице несколько так называемых «камней преткновения».
По территории Kaйзерсвертской диаконии (Kaiserswerther Diakonie) проложена аллея сестёр Ауфрихт, работавших здесь сёстрами милосердия (диакониссами). Несмотря на важный и тяжёлый труд в христианском евангелическом больничном комплексе, сёстры Эрна и Иоханна Ауфрихт, имевшие еврейские корни, подверглись преследованиям нацистов. Эрна была замучена в 1944 году в концлагере Освенцим, а ее сестра Иоханна переживала все ужасы Терезиенштадта.

## Транспорт

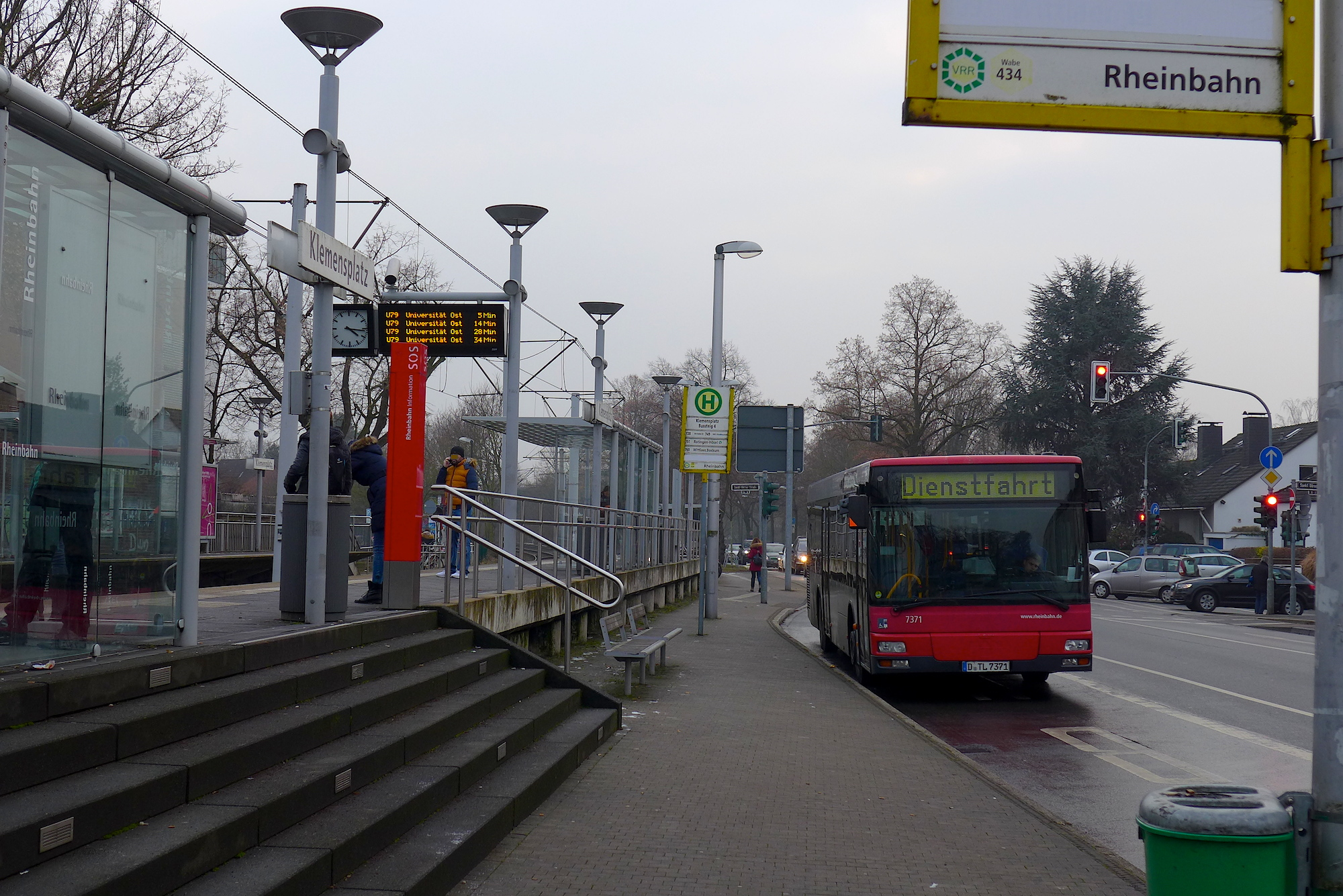
Транспортный узел Клеменс-плац в Кайзерсверте.

Городская линия скоростного трамвая (метротрама) U79 (ранее принадлежавшая предприятию местного сообщения «Д-Бан» (D-Bahn) прорезает весь Кайзерсверт с севера на юг. Ныне вагоны на линию отправляют дюссельдорфское акционерное общество «Райнбан» (Rheinbahn) и дуйсбурское транспортное акционерное общество (Duisburger Verkehrsgesellschaft (DVG)). Являясь междугородней, линия соединяет Кайзерсверт с центрами Дюссельдорфа и Дуйсбурга. Кроме того, Кайзерсверт соединён автобусными линиями с Ратингеном, Меттманом, дюссельдорфским международным аэропортом и соседними административными районами Дюссельдорфа и Дуйсбурга. Центральным остановочным пунктом Кайзерсверта, куда сходятся все автобусные маршруты и линия метротрама называется Клеменс-плац (Klemensplatz).
Новый участок скоростной федеральной автомобильной дороги № 8 (Bundesstraße 8) (между Дуйсбургом и Дюссельдорфом) огибает Кайзерсверт с востока. На ней построено несколько развязок, позволяющих быстро попасть в центральную часть Кайзерсверта.
На Рейне Кайзерсверт соединён паромной переправой (Rheinfähre Langst-Kaiserswerth) с административным районом Лангст-Кирст (Langst-Kierst) города Мербуш.
Отдельно от паромной переправы в Кайзерсверте в летнюю половину года работает небольшая пристань для речных прогулочных судов «Белого флота Дюссельдорфа» (Weisse Flotte Düsseldorf). Ими можно попасть в центральную старую часть Дюссельдорфа. По пути судна причаливают к Мёнхенверту (Mönchenwerth) (район Büderich (Meerbusch)), где совсем рядом находится Лёрик (Lörick) — престижный для жизни район Дюссельдорфа.

## Музеи
- Музей истории Кайзерсверта.
- Музей Института диаконисс.
- Художественный музей.

## Родина известных личностей
- Фридрих Шпее (1591—1635) — иезуит, теолог-моралист, критик сожжения так называемых ведьм, писатель.
- Теодор фон дер Бек[нем.] (1838—1921) — художник-портретист, представитель дюссельдорфской художественной школы.
- Вильгельм Зюльтенфус[нем.] (1844—1924) — архитектор. Среди его творений — католическая церковь святой Кикилии в Бенрате.
- Ганс Рудольф Ранке[нем.] (1849—1887) — хирург и преподаватель высшей школы.
- Йоханн Вайлант[нем.] (1851—1920) — основатель семейного бизнеса «Vaillant[нем.]», специализирующегося на отопительных и обогревательных технических системах.
- Винфред Гауль[нем.] (1928—2003) — художник-информалист и представитель аналитической живописи.
- Хайке Рёснер[нем.] (1959—) — современная известная берлинская художница.
- Вильгельм Дросте[нем.] (1960—) — политик ХДС, член земельного правительства Северного Рейна-Вестфалии.

## Они жили и работали в Кайзерсверте
- Святой Свитберт (Suitbert) (примерно 637—713) — миссионер, основатель монастыря в Кайзерсверте и первый святой Дюссельдорфа. Мощи святого Свитберта хранятся в базилике его имени в Кайзерсверте.
- Каспар Уленберг (Caspar Ulenberg) (1548—1617) — католический теолог и автор многочисленных церковных песнопений.
- Йозиас Хабрехт (Josias Habrecht) (1552—1575) — швейцарский часовщик и создатель музыкальных инструментов.
- Фридерике Флиднер (Friederike Fliedner) (1800—1842) — учительница, сестра милосердия и первый руководитель диаконии в Кайзерсверте.
- Теодор Флиднер (1800—1864) — протестантский пастор и филантроп, основатель первой в мире диаконии в Кайзерсверте.
- Флоренс Найтингейл (1820—1910) — всемирно известная сестра милосердия и общественный деятель Великобритании.
- Юлиус Диссельхоф (Julius Disselhoff) (1827—1896) — лютеранский пастор, писатель и директор управления диаконии Кайзерсверта.
- Август Диссельхоф (August Disselhoff) (1829—1903) — евангелический пастор и поэт.
- Алоиз Дауценберг (Aloys Dauzenberg) (1831—1907) — католический пастор.
- Вильгельм Дегоде (Wilhelm Degode) (1862—1931) — пейзажист и фотограф. С 1895 года жил в Кайзерсверте и здесь же скончался в доме, называемым его именем (Degodehaus).
- Корнелиус Вагнер (Cornelius Wagner) (1870—1956) — пейзажист и маринист.
- Герберт Ойленберг (1876—1949) — писатель, поэт и драматург.
- Хедда Ойленберг (Hedda Eulenberg) (1876—1960) — переводчица и писатель.
- Зигфрид фон Люттишау (Siegfried von Lüttichau) (1877—1965) — лютеранский пастор, председатель и президент кайзерсвертских общественных организаций.
- Фридерих Вертман (Friederich Werthmann) (1927-) — представитель современного направления скульптуры.
- Бернд (1931—2007) и Хилла (1934—2015) Бехер (Bernd und Hilla Becher) — основатели дюссельдорфской фотошколы.
- Томас Шёнауэр (Thomas Schönauer) (1953-) — представитель современного направления скульптуры.
- Зёнке Вортман (Sönke Wortmann) (1959-) — кинорежиссёр.

## Списки
- Памятники архитектуры Кайзерсверта.
- Уличное искусство Кайзерсверта.
- Улицы Кайзерсверта.
- Линии общественного транспорта Кайзерсверта